# Sigismund Felix von Ow-Felldorf

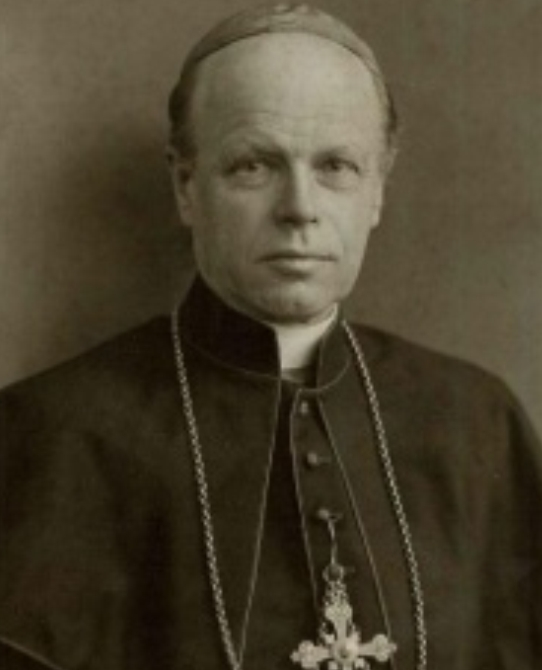
Bischof Sigismund Felix Freiherr von Ow-Felldorf

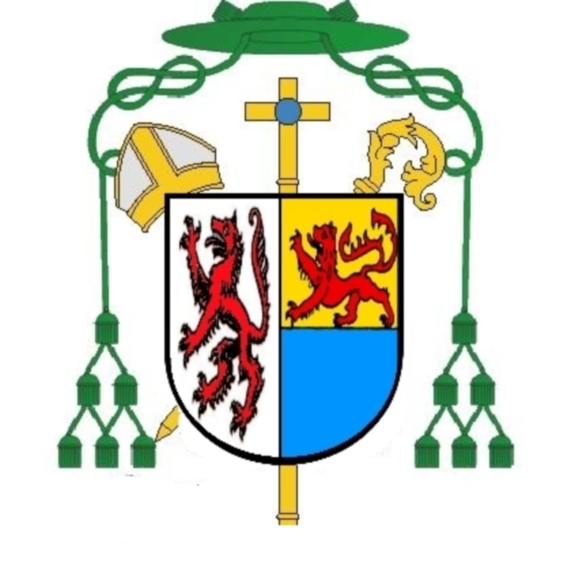
Wappen des Bischofs von Passau (1906–1936)

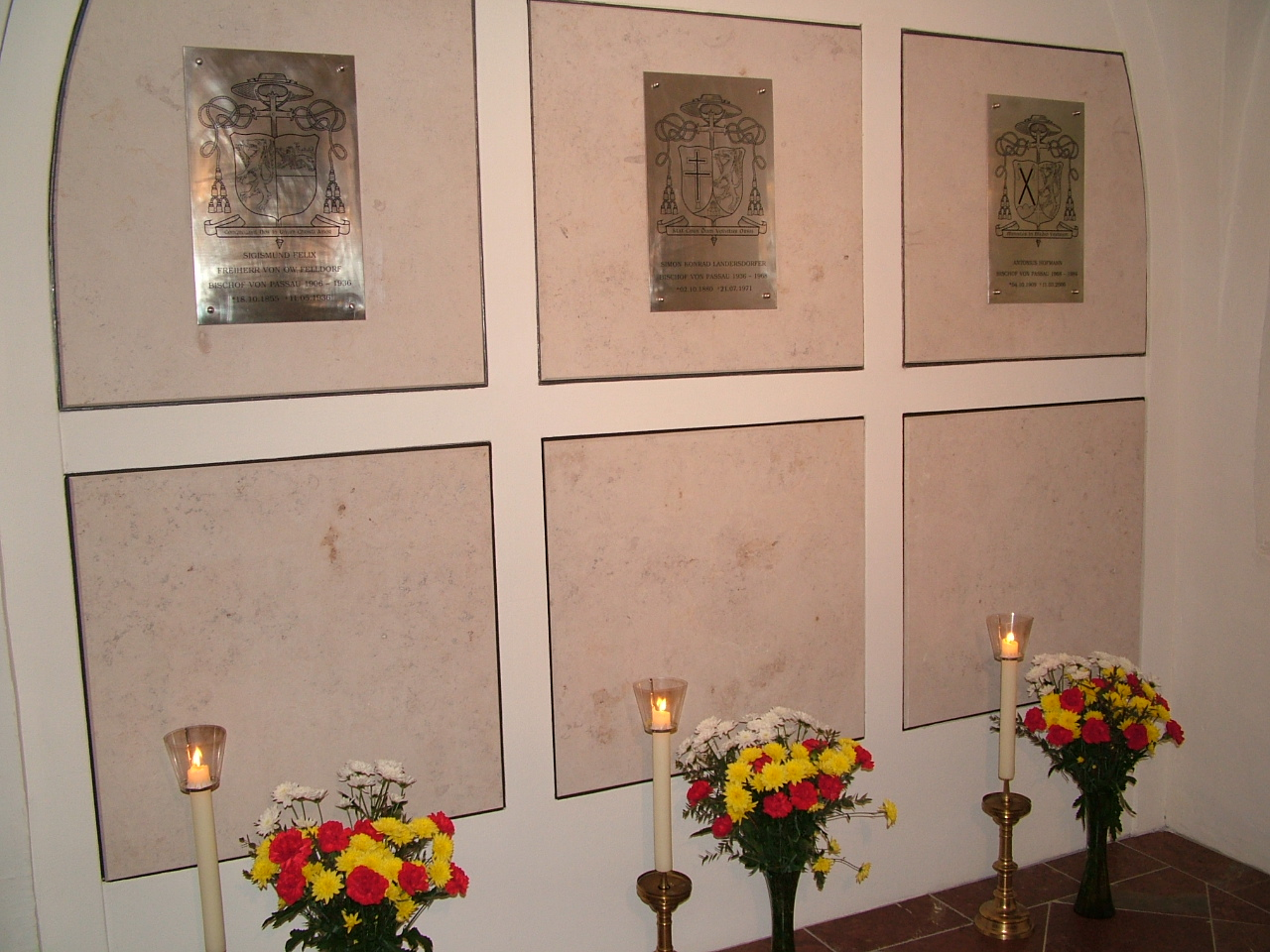
Grabstätte der Bischöfe Ow-Felldorf, Landersdorfer und Hofmann

Sigismund Felix Freiherr von Ow-Felldorf (* 18. Oktober 1855 in Berchtesgaden; † 11. Mai 1936 in Passau) war von 1906 bis 1936 der 80. Bischof von Passau.

## Leben
Sigismund von Ow war ein Sohn des bayerischen Regierungsrates Felix von Ow-Felldorf (1816–1869) und dessen erster Ehefrau Josepha, geborene Gräfin von Berchem (1832–1855). Sein aus der zweiten Ehe des Vaters stammender Bruder Anton (1858–1943) war Bezirksamtmann von Berchtesgaden.
Ow absolvierte ab 1869 die Pagerie und legte 1873 sein Abitur ab. Anschließend studierte er Rechtswissenschaft an der Ludwig-Maximilians-Universität, stand dann im Justizdienst und wurde 1879 zum königlichen Kämmerer ernannt. Er entschloss sich 1881 zu einem Theologiestudium, das er in Eichstätt absolvierte. Am 25. Juli 1884 empfing er in Regensburg die Priesterweihe. Anschließend war er in Amberg Kooperator, kam aber 1887 schon als Kanonikus an die Alte Kapelle zu Regensburg und wirkte 1889 bis 1894 als Militärprediger, seit 1891 als Bischöflicher Geistlicher Rat und Ordinariatsmitglied und seit 1897 als Diözesanpräses der katholischen Arbeitervereine. 
Am 8. Januar 1902 wurde er von Papst Leo XIII. zum Titularbischof von Arethusa und zum Weihbischof in Regensburg ernannt. Die Bischofsweihe spendete ihm Bischof Ignatius von Senestrey am 24. Februar 1902.
Am 18. Oktober 1906 wurde Sigismund Felix auf den Bischofsstuhl von Passau berufen. In den 30 Bischofsjahren in Passau errichtete er im Bistum 31 neue Pfarreien, weihte zahlreiche neue Kirchen und bemühte sich um Ordensniederlassungen. Die Zahl der Priester erhöhte sich von 571 auf 728. Auf sein Betreiben hin wurde 1936 das Passauer Bistumsblatt gegründet.
Zu Beginn des Ersten Weltkriegs segnete er die Passauer Soldaten in einer Predigt mit folgenden Worten: „Meine lieben Soldaten! Merkt Euch das recht: Gott ist es, der Euch ruft! Er ist es, der durch den Mund des Kaisers und des Königs Euch befiehlt, das Schwert zu ergreifen. Gott will es! Sein allerheiligster und allmächtigster Wille hat es so gefügt, daß Ihr hinausziehen müßt auf das Schlachtfeld. Ziehet darum mit Gott, d. h. in Gehorsam gegen Gott, in frommer Unterordnung unter seinen allerheiligsten Willen. Euer Auszug zum Kampfe sei eine große, feierliche Kundgebung des Gehorsams gegen das vierte Gebot Gottes. In diesem Gebote befiehlt Euch Gott den Gehorsam gegen den Landesherrn. Seid jetzt bereit, diesen Gehorsam zu leisten, wenn es sein muß, bis in den Tod! (...) Euer Kriegsdienst wird dadurch zum Gottesdienst! (...) es zieht mit Euch das ganze Heer Euerer Schutzengel unter Anführung des himmlischen Feldobersten St. Michael; es zieht mit Euch die Schutzfrau Bayerns, die allerseligste Jungfrau und Gottesmutter Maria, die siegreiche Anführerin im Kampfe gegen die höllische Schlange; es zieht mit Euch Gott der Herr selbst, der Lenker der Schlachten, der Herr der Heerscharen (...)“
1925 wurde er zum Ehrenbürger der Stadt Altötting und 1927 zum Ehrenbürger der Stadt Passau ernannt.
Er starb am 11. Mai 1936 und ist in der Bischofsgruft im Dom St. Stephan in Passau begraben.
Ow-Felldorf war Ehrenmitglied der katholischen Studentenverbindung K.S.St.V. Alemannia München im KV.